# Владимирская икона Божией Матери
Влади́мирская ико́на Бо́жией Ма́тери — икона Богородицы, самая ранняя из известных сохранившихся и одна из самых чтимых чудотворных икон Русской православной церкви.

## История

### Предание об авторстве
По сказанию XV века (в списках «Повести о Темир-Аксаке»), икону написал евангелист Лука. Согласно преданию, икона попала в Константинополь из Иерусалима в V веке при императоре Феодосии II. Леонид Успенский в книге «Богословие иконы Православной Церкви» пишет:

В настоящее время в Русской Церкви насчитывается около десяти икон, приписываемых евангелисту Луке <…> Конечно, все эти иконы приписываются евангелисту не в том смысле, что они писаны его рукой; ни одна из написанных им самим икон до нас не дошла. Авторство святого евангелиста Луки здесь нужно понимать в том смысле, что иконы эти являются списками (вернее, списками со списков) с икон, писанных когда-то евангелистом.

### Перенесение на Русь, в Вышгород

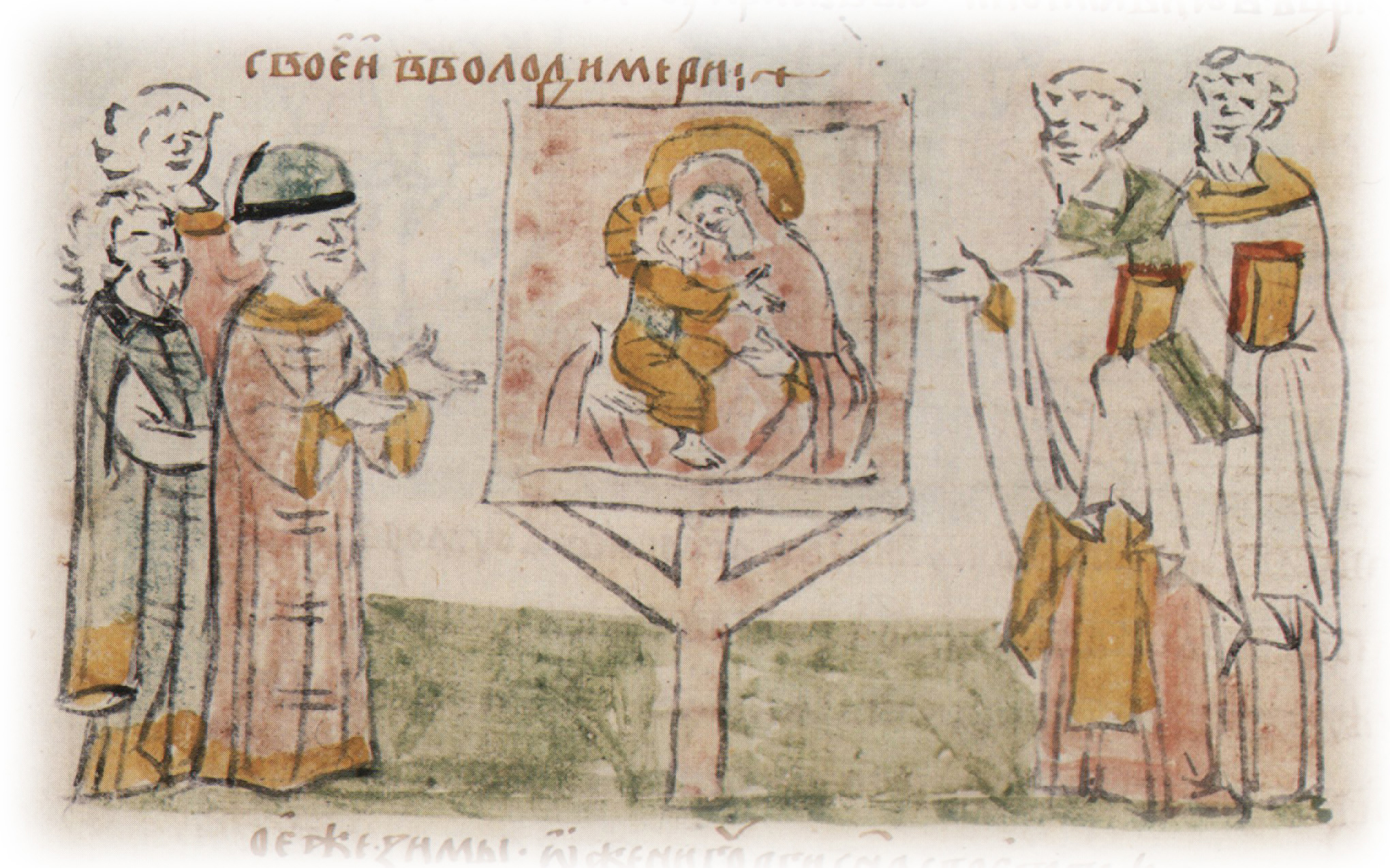
Поставление Андреем Боголюбским иконы Богоматери во Владимирской Богородцкой церкви. Миниатюра Радзивилловской летописи, конец XV века

На Русь икона попала из Византии около 1130 года как подарок святому киевскому князю Мстиславу Владимировичу. Икона была доставлена греком митрополитом Михаилом, прибывшим в Киев из Константинополя в 1130 году. Сначала икона находилась в женском Богородичном монастыре Вышгорода, удельного города Андрея Боголюбского, недалеко от Киева.

### Перенесение в Боголюбово и Владимир
В 1155 году Андрей Боголюбский забрал икону Вышгородской Богородицы из монастыря и перенёс её в Залесскую землю, сначала в свою резиденцию в село Боголюбово, а позже — во Владимир-на-Клязьме, где поместил её в Успенском соборе после его постройки в 1158—1160 годах, и она стала главной иконой этого храма.
Распространено представление, что Владимирская икона была «украдена» Андреем Боголюбским
(иногда добавляется, что это произошло якобы во время разгрома Вышгорода или Киева). Как кражу описывал взятие иконы в середине XIX века Н. И. Костомаров, чья версия содержит ряд подробностей события, но не указывает их источников. Американский историк Ярослав Пеленский полагает, что незаконность взятия иконы вытекает в Киевской летописи из указания на отъезд Андрея Боголюбского из Киева против воли отца, а с необходимостью оправдать это взятие связывает появление в написанном по указанию или при участии Андрея Сказании о чудесах Владимирской иконы Божией Матери пассажа о том, что в киевском храме икона будто бы не находила себе места.

В том же году пошёл Андрей от отца своего из Вышгорода в Суздаль против отцовской воли. Он взял из Вышгорода икону Святой Богородицы, которую привезли вместе с Пирогощей из Царьграда на одном корабле. Он вковал в неё более тридцати гривен золота, не считая серебра, и камней драгоценных и крупного жемчуга, и, украсив, поставил её в своей церкви Святой Богородицы во Владимире.
Оригинальный текст (древнерусск.)Том же лѣтѣ . иде Андрѣи . ѿ ѡц҃а своего из Въıшегорода в Суждаль . безъ ѡтнѣ волѣ . и взѧ из Въıшегорода . икону ст҃оѣ Бц҃и юже прииесоша . с Пирогощею исъ Цр҃ѧграда. въ ѡдиномъ корабли . и въскова на ню боле . л҃ . гривенъ золота проче  серебра . проче камени дорогого. и великого жемчюга . оукрасивъ постави ю въ црк҃ви своеи . ст҃оѣ В Бц҃а Володимири.  

— Киевская (Ипатьевская) летопись, статья 6663 
С тех пор икона получила своё нынешнее наименование — Владимирская. По приказу князя Андрея икона была украшена дорогим окладом. Икона сопровождала Андрея в походе 1164 года против волжских булгар. После убийства Андрея Боголюбского в 1176 году князь Ярополк Ростиславич снял дорогой убор с иконы, и она оказалась у Глеба Рязанского. Лишь после победы князя Михаила, младшего брата Андрея, над Ярополком Глеб возвратил икону и убор во Владимир. При взятии Владимира войском хана Батыя в 1238 году Успенский собор был разграблен, и с иконы Богоматери был содран оклад. «Степенная книга» сообщает о восстановлении Успенского собора и возобновлении иконы князем Ярославом Всеволодовичем.

### Перенесение в Москву

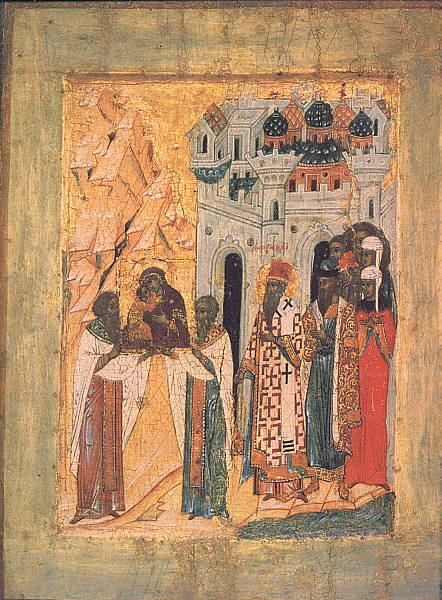
Сретение (встреча) Владимирской иконы, икона второй половины XVI века

Во время нашествия Тамерлана при великом князе Московском Василии I в 1395 году чтимая икона была перенесена в Москву для защиты города от завоевателя. На месте «сретения» (встречи) москвичами Владимирской иконы был основан Сретенский монастырь, давший название улице Сретенке. Войска Тамерлана без видимых причин повернули от Ельца обратно, не дойдя до Москвы, что было расценено как заступничество Богородицы.
В источниках XV века нет сведений о возвращении иконы во Владимир, как не сообщается и о том, что она была оставлена в Москве. По мнению А. И. Анисимова, в XV веке икона неоднократно «отпускалась» из Москвы во Владимир, а затем возвращалась. В 1471 году великий князь Иван III, собираясь в поход на Новгород, «вшед к чюдотворной иконе Пречистыа Богородица Владимерьскиа и многа молениа съвръши, и слезы доволно излиа…».
Возвращение иконы в Москву в 1480 году, в год освобождения Руси от монголо-татар, было отмечено особо — как второе перенесение иконы. Это стало окончательным её перенесением в Москву. Икона была установлена в новом кремлёвском Успенском соборе. Помещалась справа от царских врат.
Перед Владимирской иконой в Успенском соборе молился царь Иван Грозный накануне своих походов, Казанского в 1552 году и Полоцкого в 1563 году. Возвращаясь из походов, царь совершал перед иконой благодарственные молебны. Составляя духовное завещание, Иван IV молитвенно обращался к Владимирской иконе, называл её «державы Руския заступление» и завещал своим детям жить так, чтобы Бог был с ними «молитвами… Богородицы… и милостию честнаго Ея образа иконы Владимирская».
В июле 1567 года Владимирская икона прошла реставрацию.
Борис Годунов был «умолен» сесть на престол принесением к нему в Новодевичий монастырь с крестным ходом Владимирской иконы 21 февраля 1598 года. Современник и очевидец этих событий старец Авраамий (Палицын) обличил это действо как умаление святыни, которая никогда ранее не приносилась к смертному человеку.
В XVI—XVII веках икона постоянно находилась в Московском Кремле.
В 1812 году икона Богоматери Владимирской на несколько месяцев была увезена во Владимир и Муром, а затем возвращена в Москву, в Успенский собор. Икона стояла по левую сторону от царских врат иконостаса. В 1918 году была взята для реставрации. В 1926 году её передали в Государственный исторический музей. В 1930 году она была передана в Государственную Третьяковскую галерею (инвентарный № 14243).

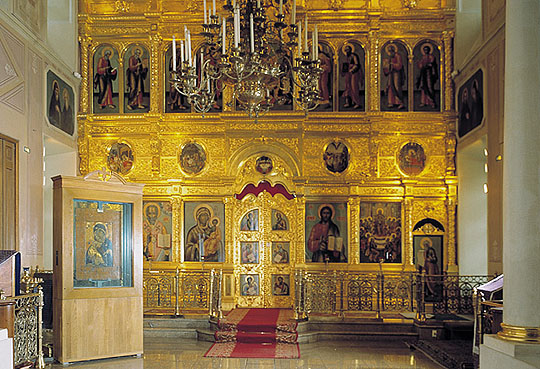
Икона в интерьере храма-музея Святителя Николая в Толмачах

С декабря 1999 года Владимирская икона Божией Матери находится в храме-музее Святителя Николая в Толмачах при Государственной Третьяковской галерее в Москве.
Драгоценные золотые оклады для иконы, изготовленные в конце XIV — начале XV века, в первой трети XV века и в 1657 году, экспонируются в Оружейной палате Московского Кремля.

## Почитание
В XII веке Владимирская икона была покровительницей прежде всего жителей Владимира, святыней князя Андрея Боголюбского и его приближённых. Однако уже в «Сказании о чудесах Владимирской иконы Божией Матери» второй половины XII века проводится идея покровительства Богоматери над Владимиро-Суздальской Русью и всей Русской землёй. Позднее икона становится главной святыней Руси.
По традиции, восходящей к XVI веку, у Владимирской иконы венчались на царство русские государи. Как главная русская святыня, икона участвовала в избрании митрополитов и патриархов: запечатанные имена избираемых (жребии) клались в её киот, после молебна вынимался один из жребиев, который распечатывался царём и имя избранного оглашалось народу.
В ноябре 1917 года во время выбора патриарха в храме Христа Спасителя перед Владимирской иконой Божией Матери, принесенной из Успенского собора Кремля, был поставлен запечатанный ковчег с тремя записками (жребиями) с именами архиепископа Харьковского Антония (Храповицкого), архиепископа Новгородского Арсения (Стадницкого) и митрополита Московского Тихона (Белавина). После литургии старец Зосимовой Смоленской пустыни иеросхимонах Алексий вынул жребий с именем митрополита Тихона, который стал Московским патриархом.

## Чудеса
В память о чудесах, связанных с Владимирской иконой, Русская православная церковь отмечает праздники в её честь:
- 21 мая (3 июня) — избавление Москвы от крымского хана Махмет-Гирея в 1521 году;
- 23 июня (6 июля) — избавление Москвы от ордынского хана Ахмата в 1480 году;
- 26 августа (8 сентября) — сретение (встреча) иконы в Москве и избавление от Тамерлана в 1395 году.

С Владимирской иконой также связывают избавление Москвы от ордынского эмира Едигея в 1408 году.

## Иконография
Иконографически Владимирская икона относится к типу Елеуса (Умиление). Младенец припал щекой к щеке Матери. Икона передаёт полное нежности общение Матери и Ребёнка. Мария предвидит страдания Сына в Его земном пути. Подобная иконография была известна в раннехристианском искусстве, но особо широкое распространение она получила в XI веке.
Отличительная особенность Владимирской иконы от прочих икон типа Умиление: левая ножка Младенца Христа согнута таким образом, что видна подошва ступни, «пяточка».

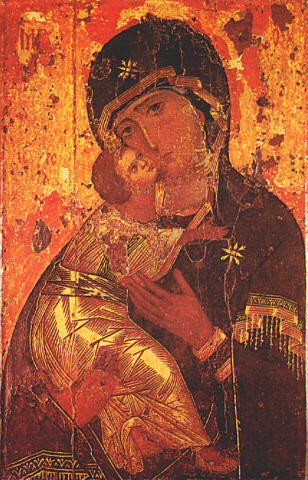
Первоначальный размер (75×55 см) без нарощенных полей
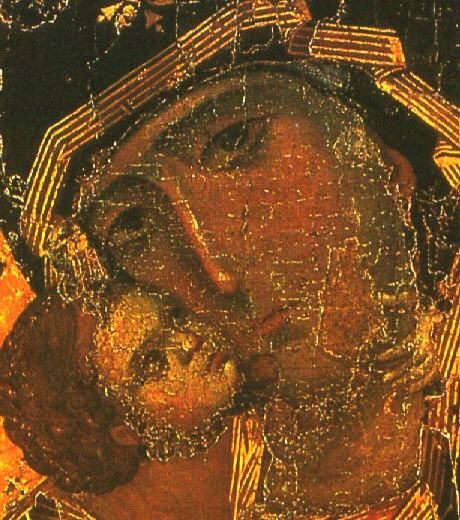
Фрагмент
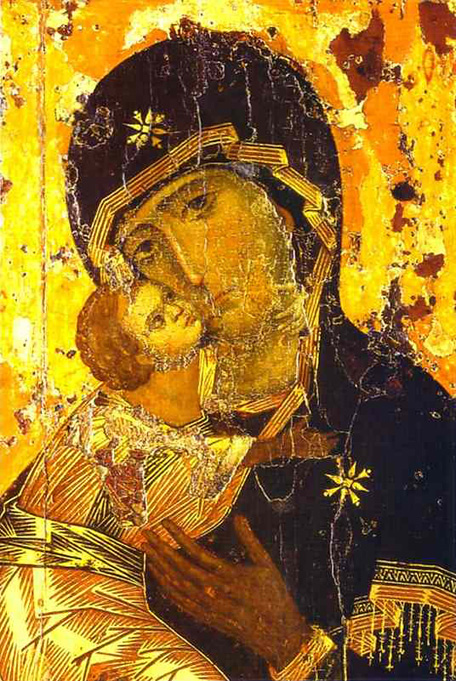
Фрагмент

### Оборот

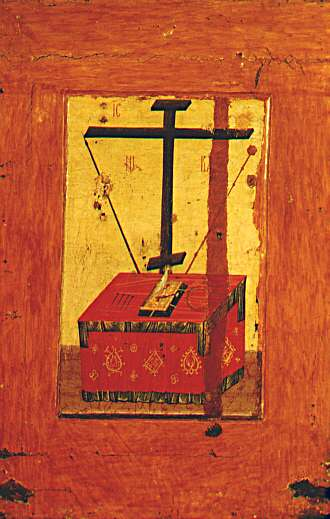
Престол и орудия страстей. Оборотная сторона Владимирской иконы

На обороте изображены Этимасия (престол уготованный) и орудия страстей, относимые к началу XV века (времени второй починки иконы). Это изображение, возможно, выполнено Андреем Рублёвым. Существует версия, что икона с самого начала была двусторонней: об этом говорят одинаковые формы ковчега и лузги с обеих сторон. Изучение иконы под бинокулярным микроскопом подтвердило датировку XV веком. Фон и буквы были прописаны, возможно, в конце XIX века.
В 2013 году в ходе исследования иконы было установлено, что под нынешним изображением на оборотной стороне, согласно сопоставлению рентгенограмме гвоздей, оставшихся от старого оклада, было изображение некоего святителя, вероятнее всего, святого Николая Чудотворца.

### Датировка и сохранность

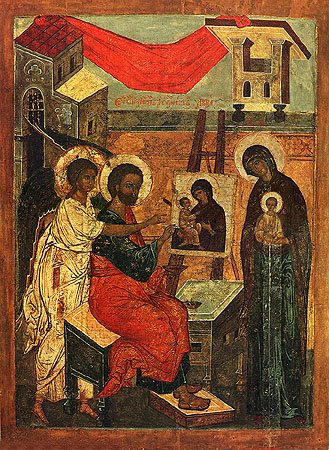
«Евангелист Лука, пишущий икону Богородицы»

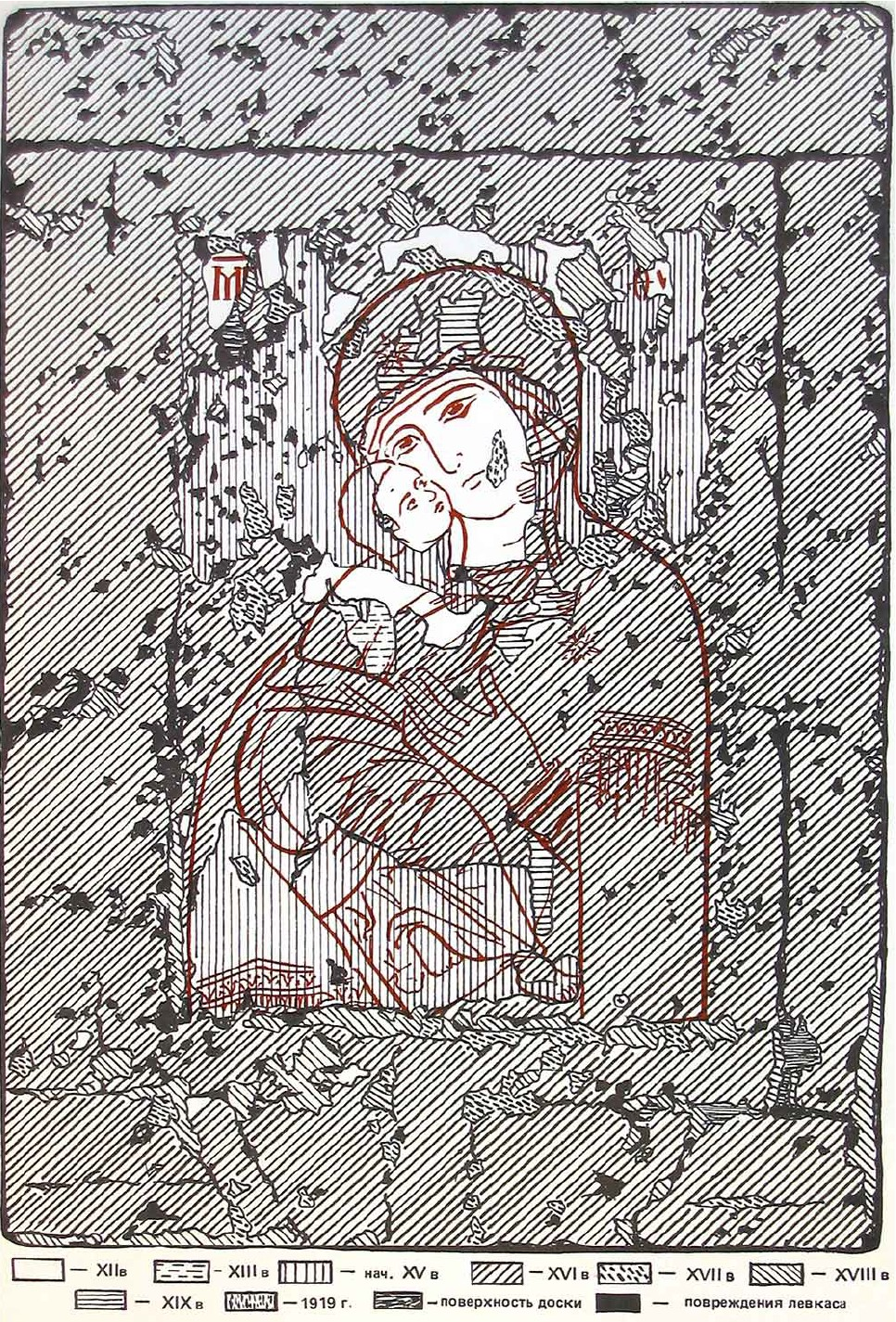
Схема-картограмма фрагментов разновременных слоев живописи иконы

По оценкам современных искусствоведов, икона написана в первой трети XII века в Константинополе. Первоначальный размер иконы 78×55 см. Позже были нарощены поля. На протяжении своей истории была записана (прописана) четыре раза: в первой половине XIII века, в начале XV столетия (возможно, Андреем Рублевым), в 1514 году, во время переделок в Успенском соборе Московского Кремля, перед коронацией Николая II в 1895—1896 годах реставраторами О. С. Чириковым и М. Д. Дикаревым.
Кроме того, малые починки проводились в 1567 году (в Чудовом монастыре митрополитом Афанасием), в XVIII и XIX веках.
Фактически от константинопольского образа сохранились только фрагменты:

К древнейшей живописи XII века относятся лики Матери и Младенца, часть синего чепца и каймы мафория с золотым ассистом, а также часть охряного, с золотым ассистом хитона Младенца с рукавом до локтя и виднеющимся из-под него прозрачным краем рубашки, кисть левой и часть правой руки Младенца, а также остатки золотого фона.
Схема-картограмма фрагментов разновременных слоёв живописи иконы «Богоматерь Владимирская» позволяет увидеть эти записи.

### Стиль
Икона является одним из немногих сохранившихся памятников византийской живописи периода комниновского возрождения (1057—1185).

### Оклады

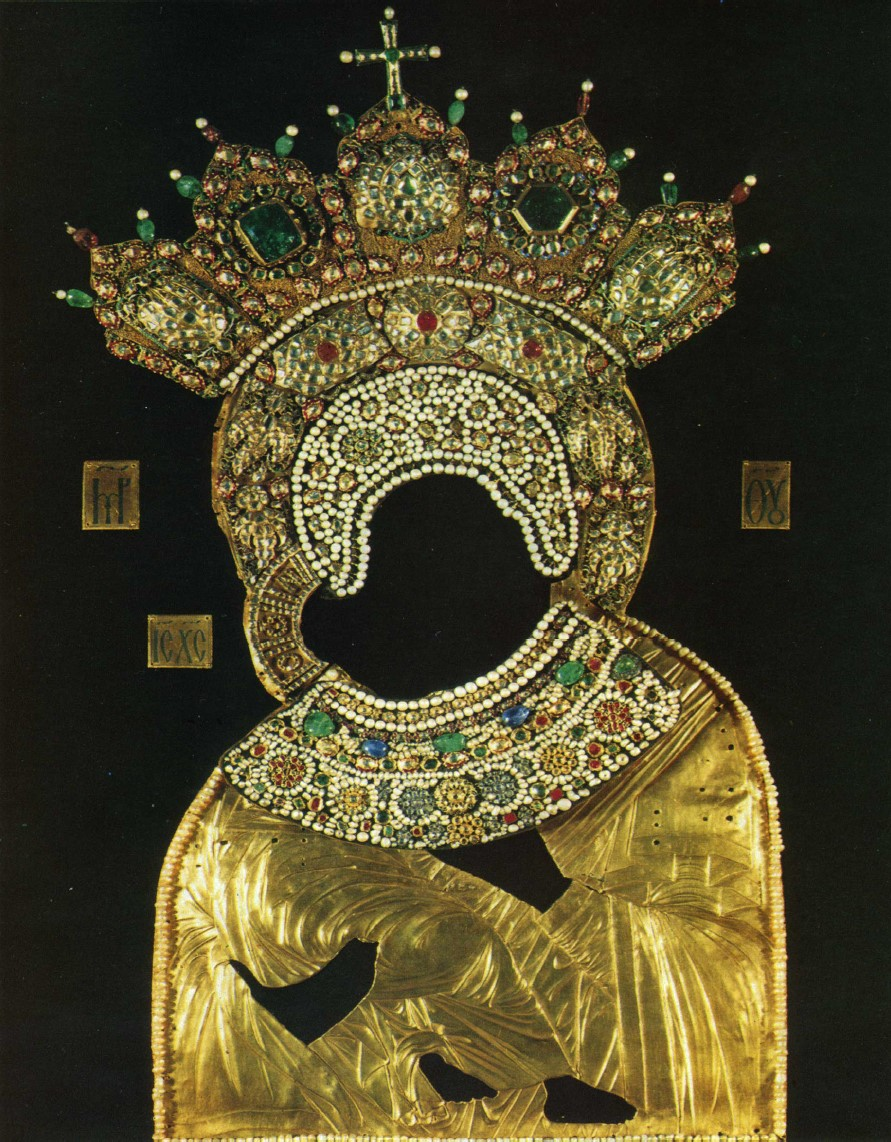
Оклад Владимирской иконы, 1657 год

В течение веков икона украшалась массивными окладами из золота и серебра с драгоценными камнями и жемчугом и многочисленными привесками (ювелирными женскими украшениями, крестами, иконками, монетами). Первый богатый золотой оклад (согласно летописи — около 2,5 кг золота, не считая серебра) был сделан по заказу Андрея Боголюбского (не сохранился); второй золотой оклад был изготовлен в конце XIV — начале XV века, третий золотой оклад — по заказу митрополита Фотия в первой трети XV века; в 1656—1657 по указу патриарха Никона изготовлена золотая риза, в конце XIX века оценивавшаяся на сумму около 60 000 серебряных рублей. В настоящее время эти оклады хранятся в Оружейной палате.
В 1910 году вор ночью проник в Успенский собор Кремля и снял камни с оклада иконы, однако не смог выйти из него незамеченным и был задержан.

## Списки
С Владимирской иконы часто писали списки, часть которых получили особые именования и стали самостоятельными иконографическими изводами.
Некоторые чтимые чудотворные списки Владимирской иконы:
- Петровская икона Божией Матери (письма митрополита Петра, точный список, так называемая икона-наместница)[2];
- Волоколамская икона Божией Матери (вклад Малюты Скуратова в Иосифо-Волоцкий монастырь, ныне в собрании Центрального музея древнерусской культуры и искусства имени Андрея Рублёва);
- Владимирская-Селигерская икона (принесена на Селигер Нилом Столобенским в XVI веке);
- Псково-Печерская икона «Умиление» (1524);
- Заоникиевская (из Заоникиевского монастыря) (1588);
- Красногорская (Черногорская) (1603);
- Оранская Владимирская икона Божией Матери (1634, Оранский Богородицкий монастырь).
- Владимирская икона Божией Матери из Успенского собора Владимира, написанная в начале XV века. Ряд исследователей, в том числе из Государственного научно-исследовательского института реставрации[35], полагают, что автором данного списка является Андрей Рублёв.

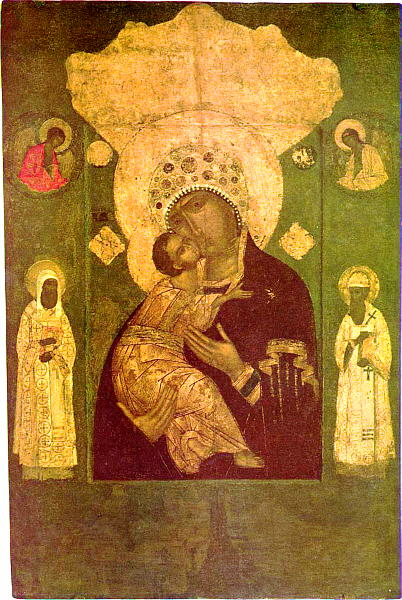
Волоколамская икона Божией Матери. 1572. Центральный музей древнерусской культуры и искусства имени Андрея Рублёва
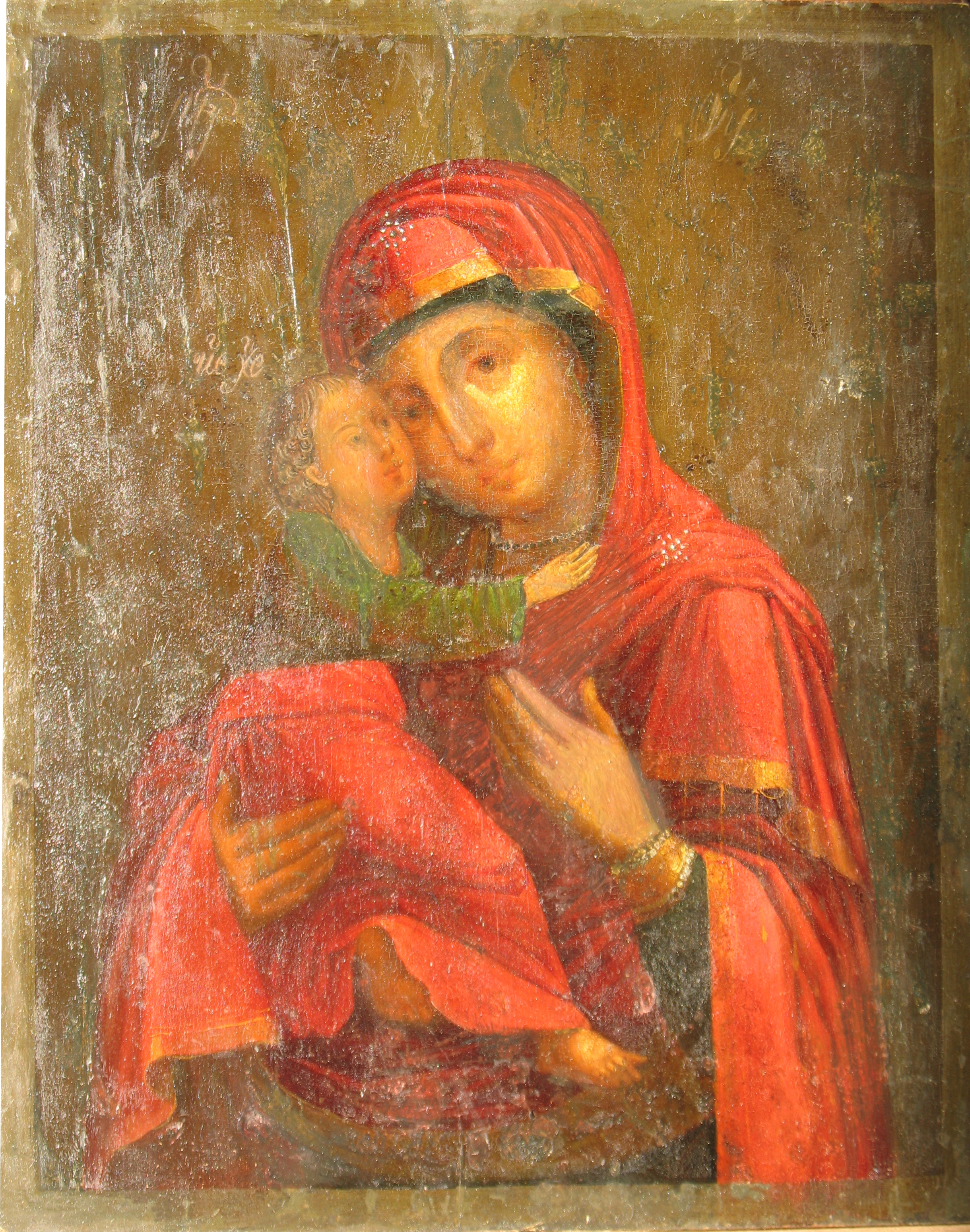
Харьковская Владимирская икона. 1870-е. Беловодск

## Влияние на другие иконографические типы
Владимирская икона послужила основой для создания новых иконографий:
- «Сказание о Владимирской иконе»;
- «Владимирская икона с акафистом»;
- «Сретение Владимирской иконы»;
- «Древо государей Российских» («Похвала Владимирской иконе Божией Матери») (создана Симоном Ушаковым);
- Игоревская икона Божией Матери (сокращённый вариант Владимирской иконы).

## В древнерусской литературе

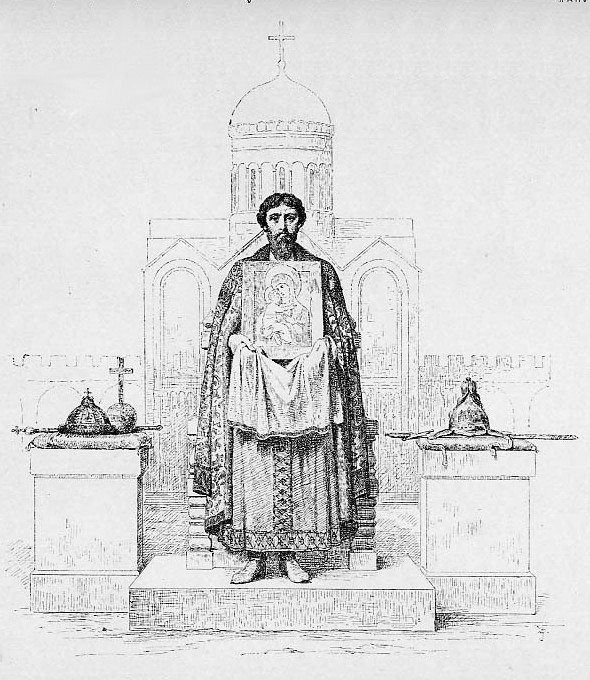
Андрей Боголюбский с Владимирской иконой, Василий Верещагин, 1896

Владимирская икона Божией Матери занимала столь важное место в культуре Владимиро-Суздальской земли, что летопись того времени, по выражению Д. С. Лихачёва, «строилась как цепь чудес Богоматери». Первое упоминание об иконе содержится в летописной статье 1155 года, которая повествует об Андрее Боголюбском: «Того же лета иде Андреи от отца своего Суждалю, и принесе ида икону святую Богородицю, юже принесоша в едином корабли с Пирогощею из Царяграда… и украсив ю постави и в церкви своеи Володимери». Победу князя Андрея над волжскими булгарами в 1164 году летописец назвал «новым чудом святой Богородици Владимирской».
Под 1395 годом летописи рассказывают о помощи Владимирской иконы в избавлении Москвы от нашествия Темир-Аксака (Тамерлана). Владимирская икона упоминается в летописании и позднее, в связи с повествованиями о войнах с литовцами и ордынцами, походами великих князей и царей, избранием митрополитов и патриархов, венчанием на царство русских государей.
В качестве отдельных произведений в XII—XVI веках составлялись и переписывались различные сказания и повести, посвящённые Владимирской иконе и её чудесам. Самое раннее из них, «Сказание о чудесах Владимирской иконы Божией Матери», датируется второй половиной XII века. Создание Сказания связывается исследователями непосредственно с деятельностью Андрея Боголюбского. Произведение описывает перенесение иконы из Вышгорода во Владимир и десять чудес от иконы, совершившихся во время перенесения и позже, во Владимире и других русских городах. В Сказании проводится идея избранности Владимиро-Суздальской земли среди других русских княжеств, подчёркивается политическое значение деятельности великого князя и покровительство ему небесных сил. В XV веке была составлена «Повесть о Темир-Аксаке» о чудесном избавлении Москвы от нашествия Тамерлана. Согласно Повести, великий князь Василий Дмитриевич, ища защиты от нападения Темир-Аксака, посылает во Владимир за главной чудотворной иконой Руси. 26 августа (8 сентября) близ Москвы икону встречают крестным ходом митрополит Киприан со «всем клиросом и причтом церковным», с князьями и народом. В тот же день Темир-Аксак поворачивает войска и уходит в свою землю. Также рассказывается о повелении князя Василия устроить на месте «сретения» (встречи) Владимирской иконы монастырь (Сретенский монастырь) и установить празднование иконе 26 августа. В списках Повести впервые появляется сказание о написании Владимирской иконы самим евангелистом Лукой. Ещё ярче мысль об избранности русского народа и небесном покровительстве Москве выражена в монументальном компилятивном «Сказании о иконе Богоматери Владимирской», созданном во второй половине XVI века на основе «Сказания о чудесах Владимирской иконы» XII века, «Сказания о победе над болгарами» XII века, «Повести о Темир-Аксаке» и других источников. Сказание XVI века вошло в состав Степенной книги, Лицевого летописного свода, других летописей и сборников.